# Gonzalo Rojas
Gonzalo Rojas Pizarro (20. prosince 1916 Lebu – 25. dubna 2011 Santiago de Chile) byl chilský spisovatel, básník, laureát Cervantesovy ceny (2003), Premio Nacional de Literatura de Chile (1992), či Premio Reina Sofía de Poesía Iberoamericana (1992). Platí za člena literárního uskupení, zvaného Generación del 38, a také za jednoho z nejvýznamnějších avantgardních představitelů latinskoamerické poezie 20. století.

## Život a dílo
Vystudoval právo a literaturu na Pedagogickém institutu Chilské univerzity. Literárně na sebe upozornil v roce 1948. Následující roky působil jako kulturní velvyslanec v Číně, či na Kubě. V roce 1973, po vojenském převratu v Chile, byl nucen odejít – ostatně jako jeho krajan Antonio Skármeta – do německého exilu. Odešel do Rostocku (tehdejší NDR), kde v letech 1974–1975 přednášel jako profesor latinskoamerické literatury (s akademickou hodností Prof. Dr. h. c. mult.) na tamější univerzitě. Do své vlasti se navrátil až o šest let později. V letech 1980–1994 pobýval ve Spojených státech amerických. Byl profesorem literatury a filozofie na univerzitách v Chile, Venezuele, či USA.

### České překlady ze španělštiny
K roku 2017 nejsou v NK ČR evidovány žádné překlady jeho děl.